# Vrakbåt
Vrakbåt är en mindre fiskebåt som riggades med stor topp, fock och klyvare men fick senare en tändkulemotor. Hon användes främst till drivgarnsfiske efter sill. Detta kallas att vraka. Längd på dessa båtar var vanligtvis mer än 7 meter. Båten är vanlig i södra Östersjöområdet.